# Round Hill Village
Round Hill Village é uma comunidade e uma região censitária  no condado de Douglas, estado de Nevada, nos Estados Unidos. Segundo o censo realizado em 2010, esta região censitária tinha 759 habitantes. Anteriormente ao censo de 2010, a comunidade fazia parte da região censitária de Zephyr Cove-Round Hill Village.

## Geografia
Round Hill Village fica situada na costa leste do Lago Tahoe, na parte oeste do estado do Nevada. A U.S. Route 50 é a principal via de comunicação da região censitária, a comunidade fica a 3 quilómetros a sul da fronteira com o estado da Califórnia e a 37 quilómetros a nordeste de Carson City.  Zephyr Cove fica imediatamente a norte e Stateline a sul.
De acordo com o United States Census Bureau, a região censitária tem um total de 15,3 km2 (15 de terra e 0,3 km2 de água).